# Дерев'яне (Кам'янець-Подільський район)

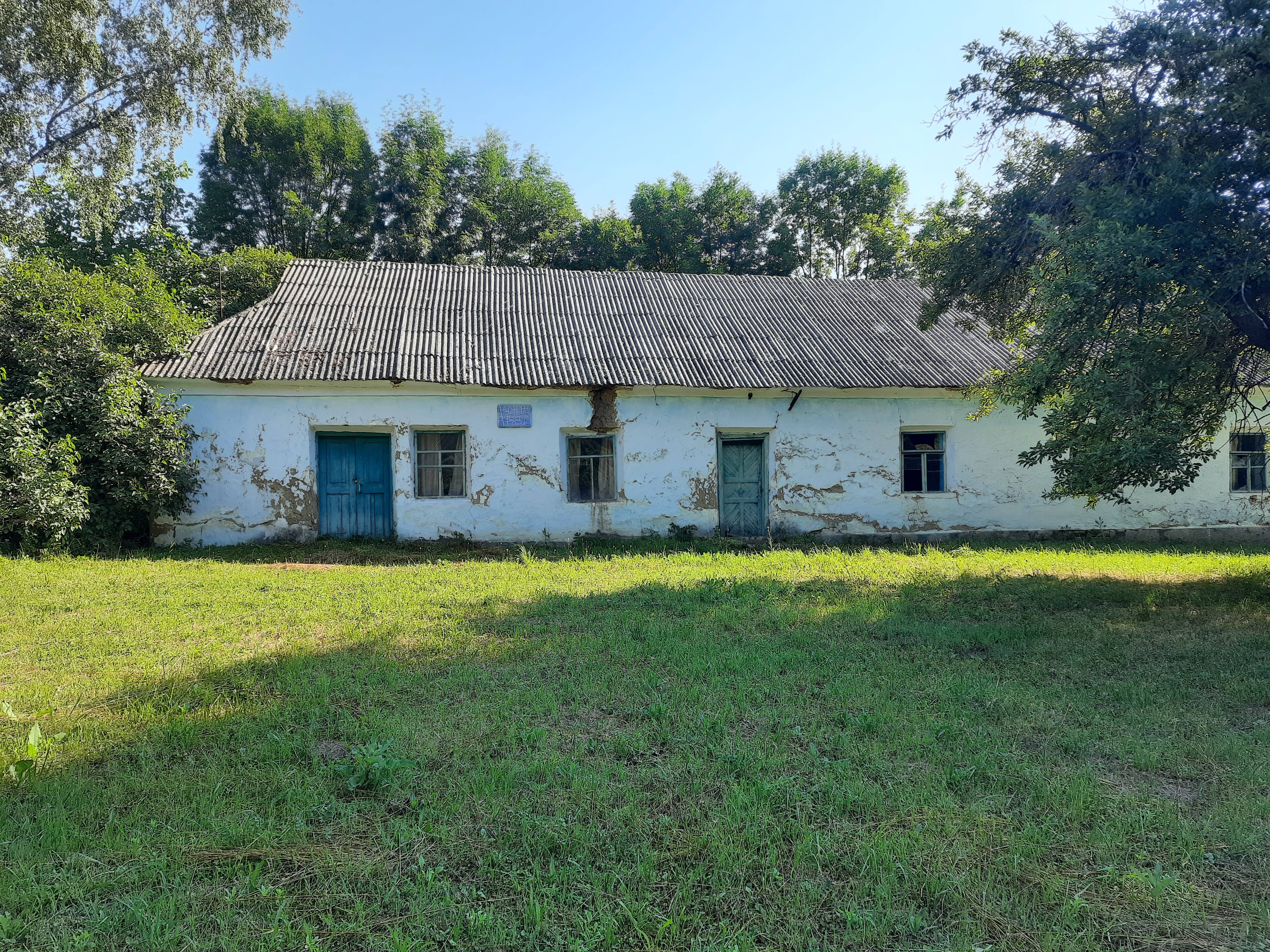
Клуб

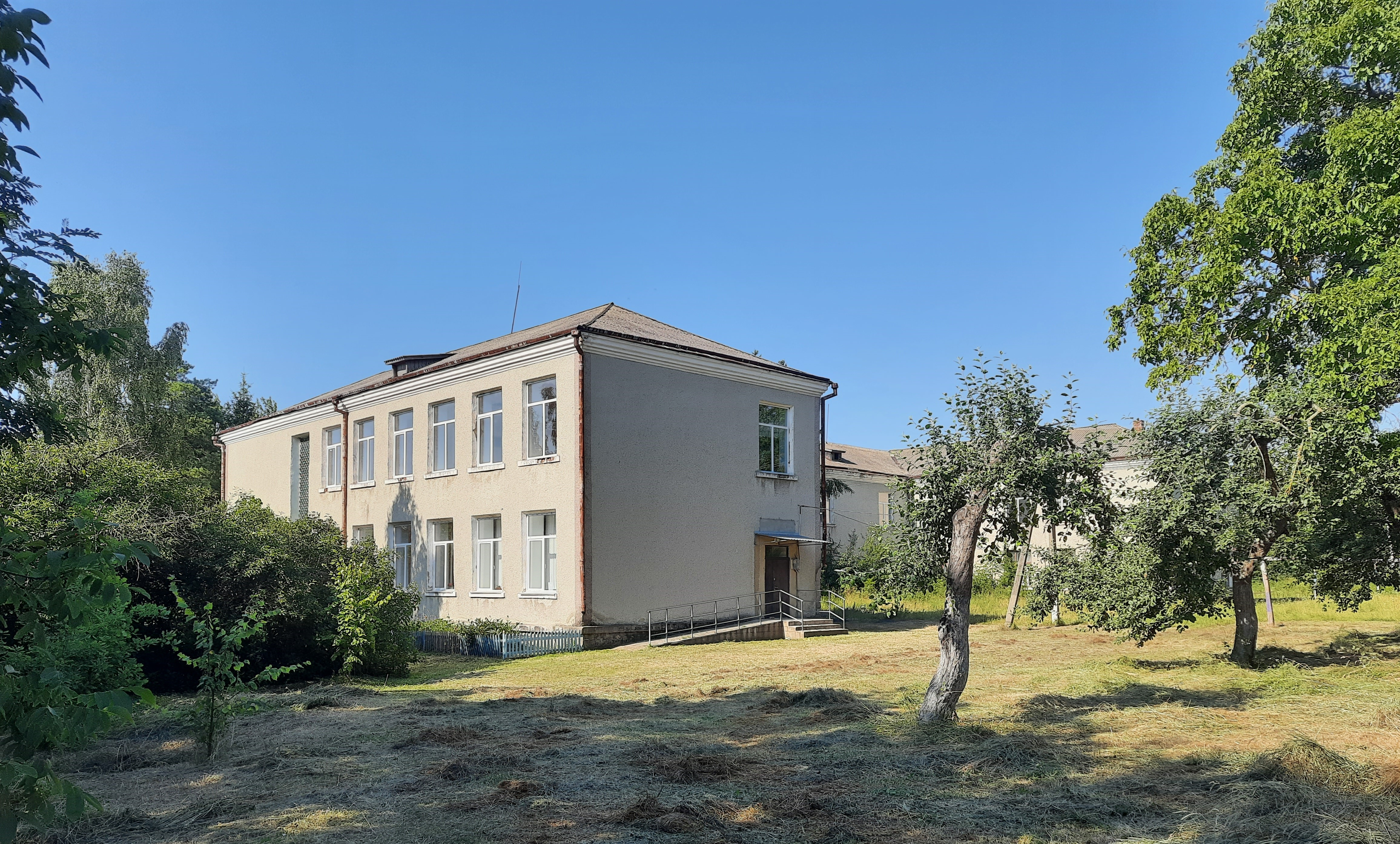
Школа

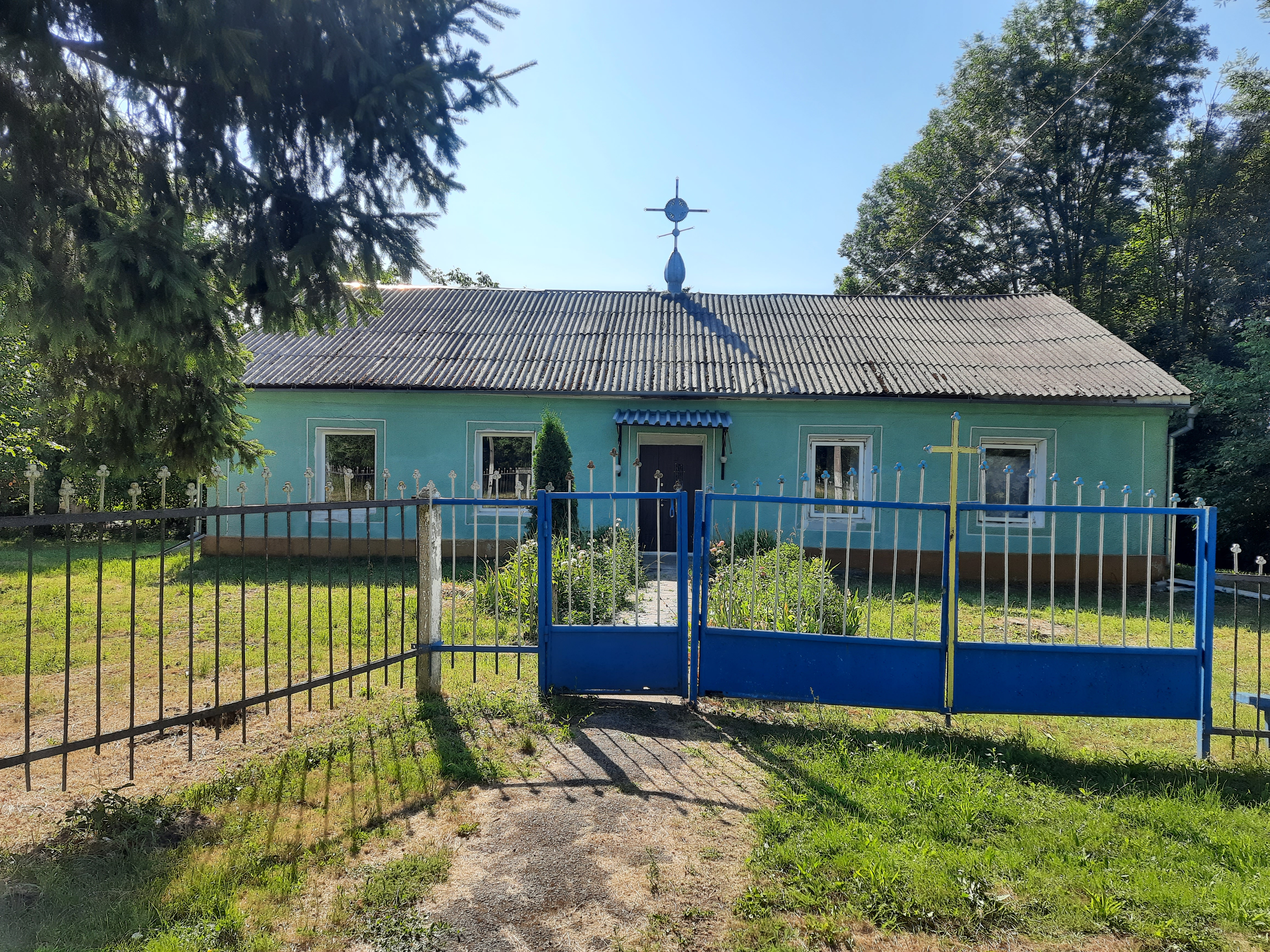
Сільська церква

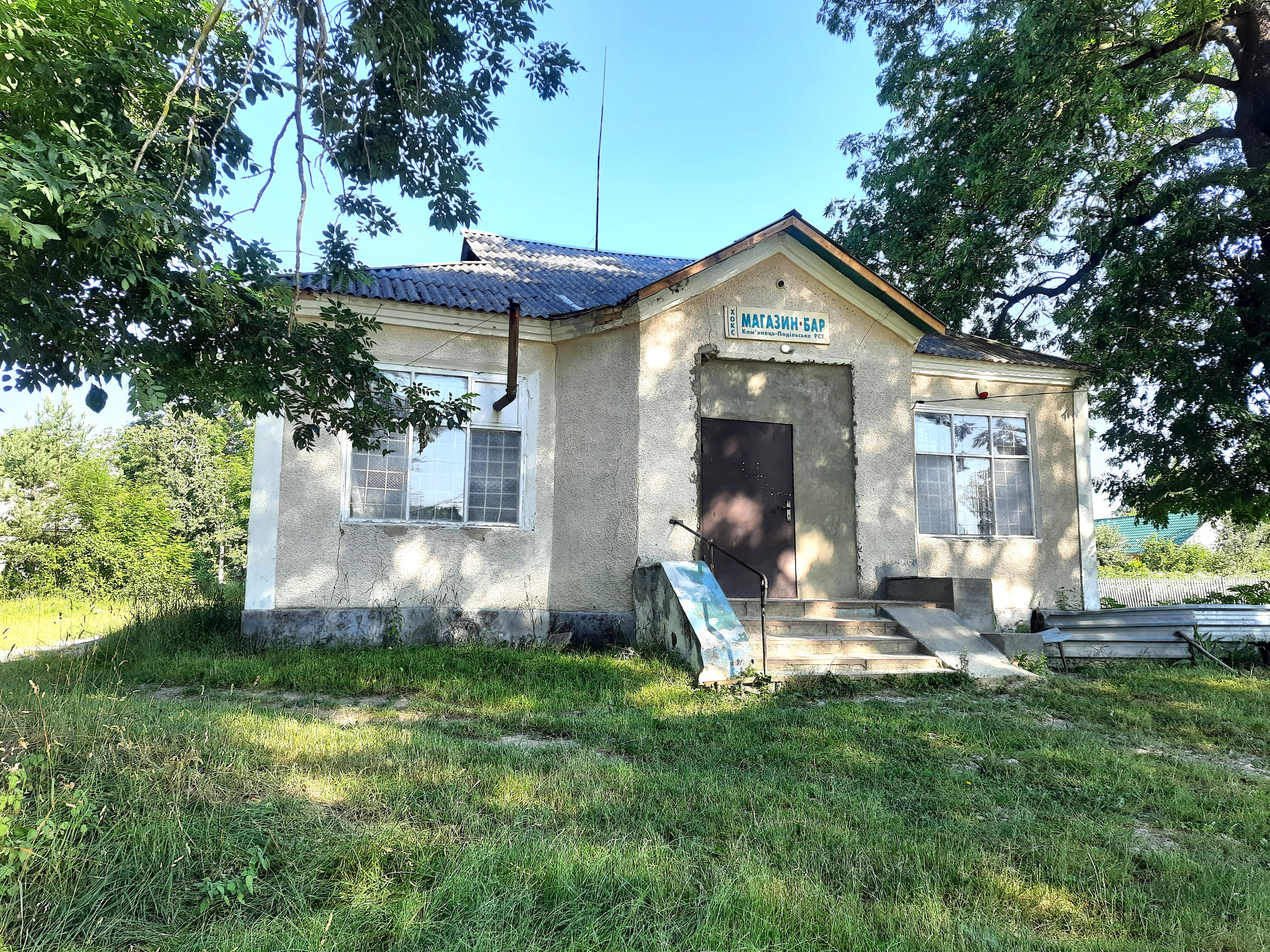
Крамниця

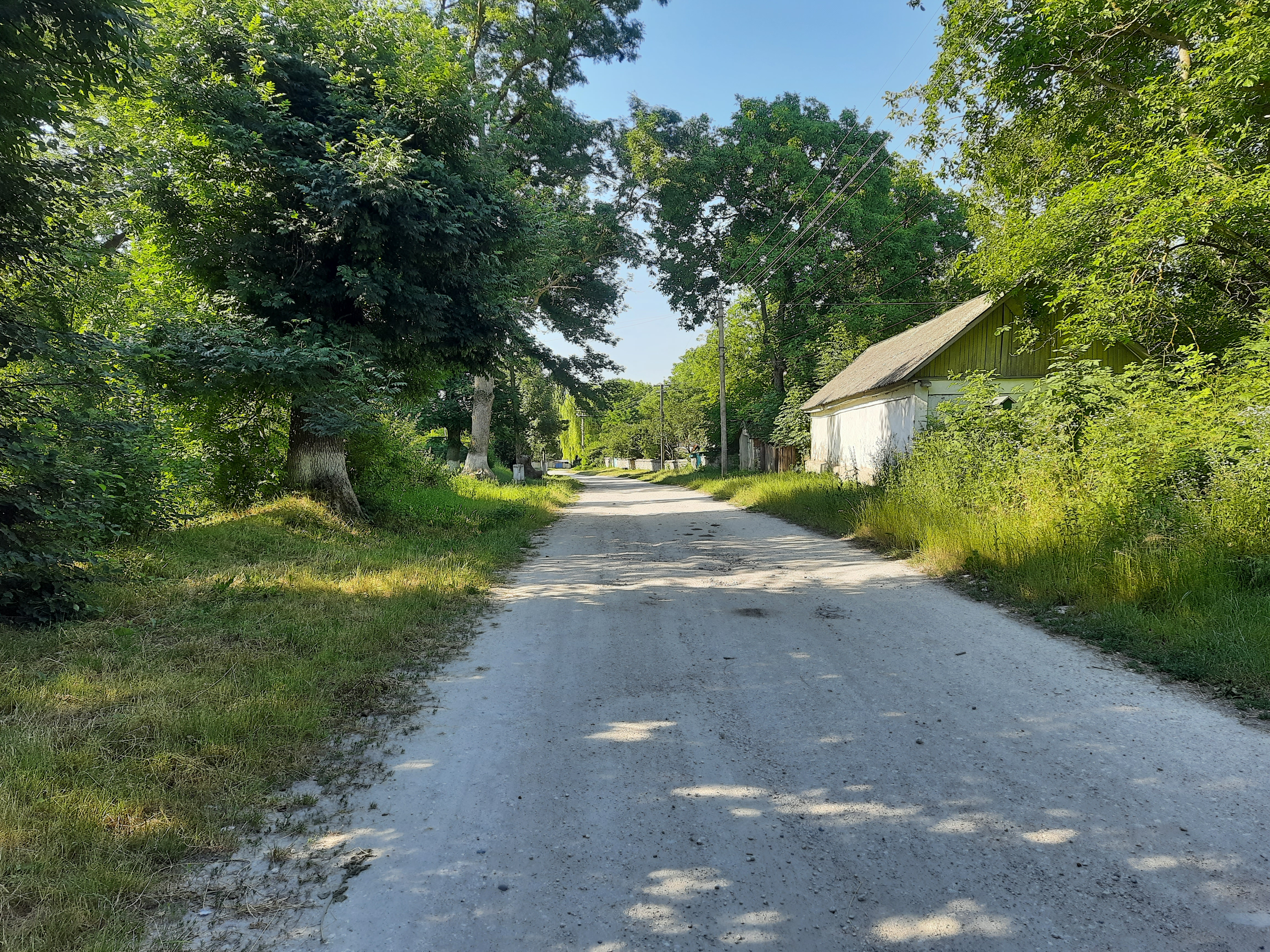
Сільська вулиця

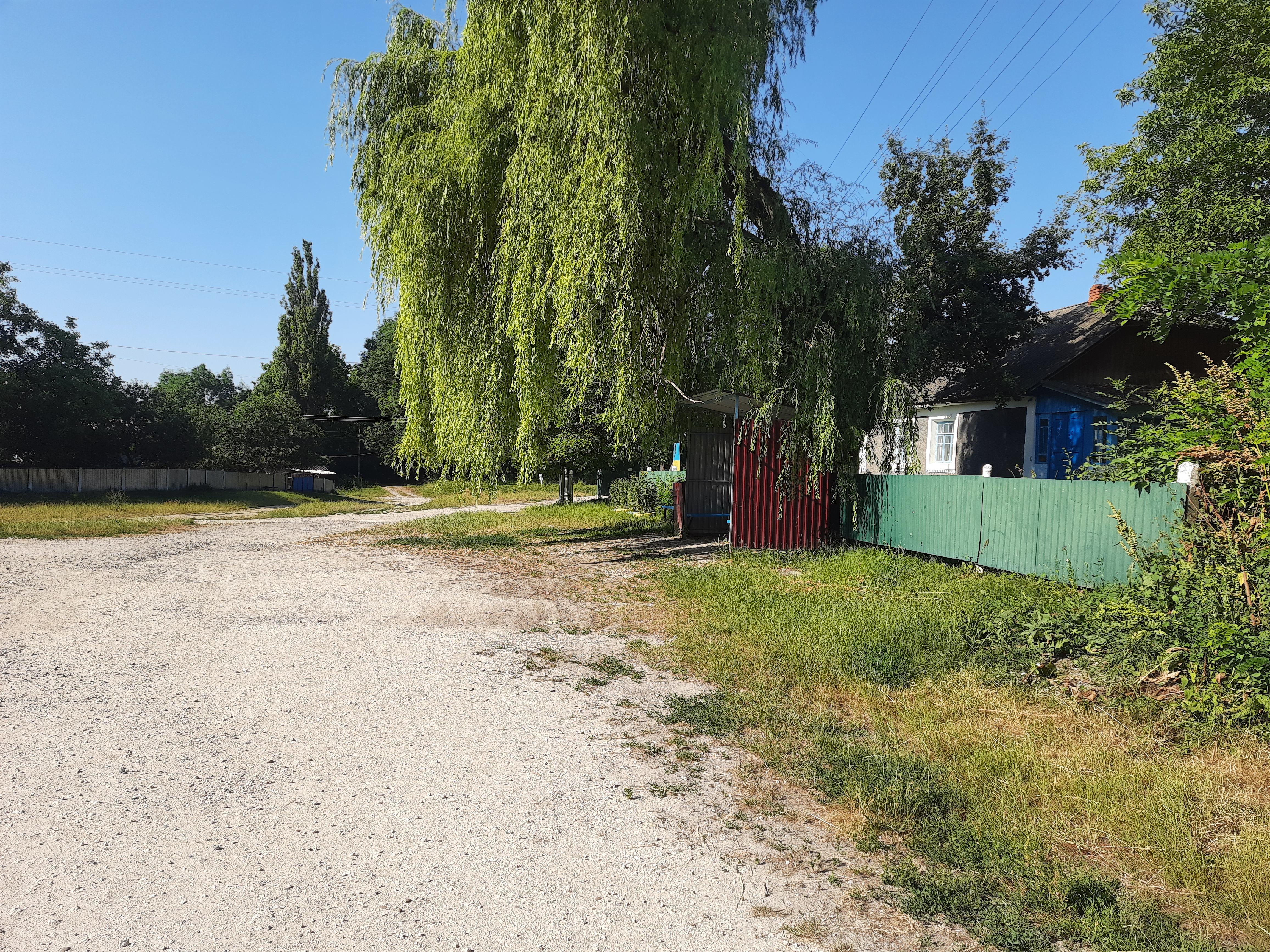
Автобусна зупинка

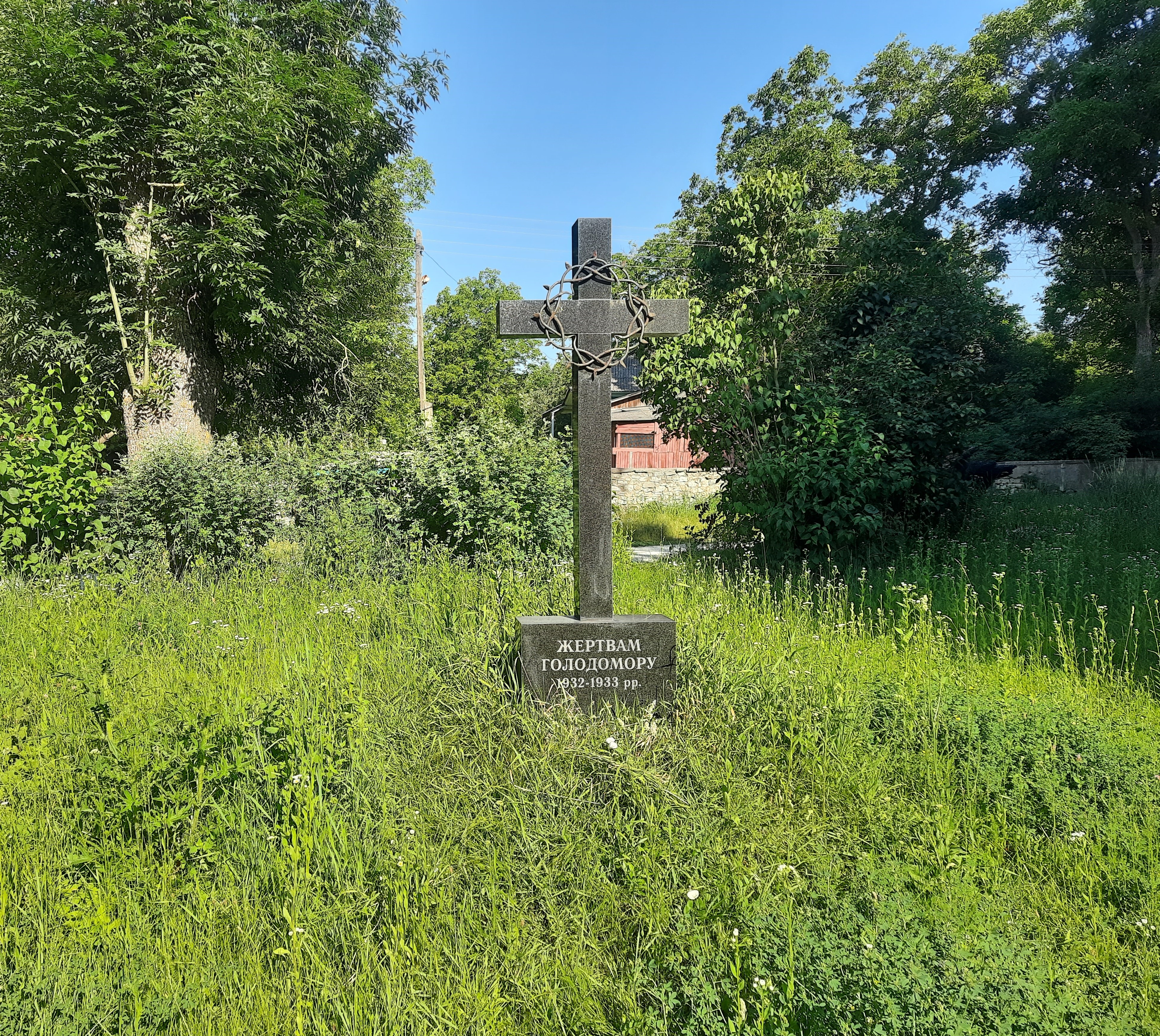
Пам'ятний знак жертвам голодомору

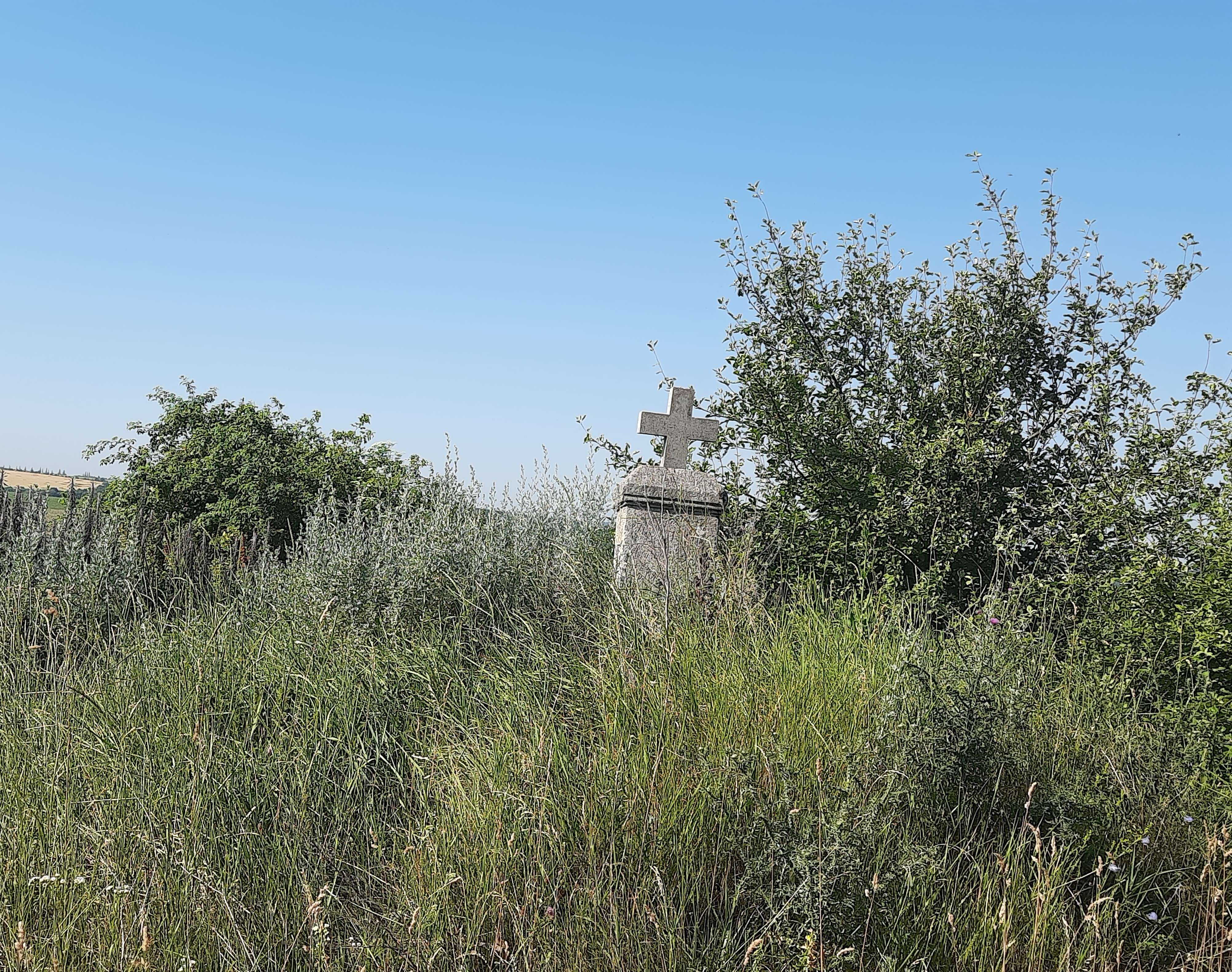
Пам'ятний хрест на околиці села

Дерев'яне — село в Україні, у Китайгородській сільській територіальній громаді Кам'янець-Подільського району Хмельницької області.

## Назва
Дерев'яне — одне з небагатьох сіл району, старожили якого пам'ятають переказ про виникнення поселення. Як розповідається в переказі, першим поселенцем був кріпак Кузьма Дерев'янчук, який втік сюди від поміщицького гніту. Від прізвища цього селянина ніби і походить назва села. Існує й інша етимологія топоніма Дерев'яне. Згідно з нею, у назві відбиті особливості будинків, споруджених першими поселенцями. Можливо ці будинки були дерев'яними, зовні необмащеними глиною.

## Географія
Село розміщене в межах смуги простягання Товтрового кряжу, який визначає головні особливості рельєфу території. В східних околицях Дерев’ян знаходиться друга за висотою точка Кам’янець-Подільського району (336,4 м), яка розміщена на лінії вододілу Тернави і Студениці. Водно-ерозійні процеси зумовили значну розчленованість території і сформували щільну яружно-балочну мережу. На фоні цієї мережі, осередково, поверхню ускладнюють «скельні уламки» (Ліоновичів камінь, Молочний камінь, Сфінкс тощо).
Дерев'яне розташоване за 30 км від райцентру і залізничної станції Кам'янець-Подільський.

### Клімат
Дерев'яне знаходяться в межах вологого континентального клімату із теплим літом, у так званому «теплому Поділлі». Але діяльність людини призводить до поганих змін та глобального потепління. Рівень наповнення річок водою по області становить лише 20 % від необхідного стандарту, значна частина земної поверхні стає посушливою. Для покращення ситуації варто було б відновлювати екосистеми та лісові насадження.

## Історія села
Біля села знайдено залишки кількох поселень трипільської культури (III тисячоліття до н. е.). Існувало тут селище і в скіфсько-сарматський і давньоруський періоди. Під час одного із спустошливих нападів половців чи татар поселення було зруйноване, значна частина його жителів забрана в неволю. Ті, кому вдалося уникнути полону, покинули оселю і поселились в інших місцях. Минуло кілька століть, поки тут виникло нове село.
Перша писемна згадка про село це ревізія королівських маєтків 1469 року. Польські ревізори записали село Дерев'яне як «Drzewyne». В XVI столітті село Дерев’яне разом з іншими сусідніми селами перейшло з королівської власності до приватно-шляхетської. В податкових реєстрах Подільського воєводства село Дерев'яна (Derewyana) згадується у списках 1530 та 1542 рр., але без будь-яких відомостей про самі податки, імовірно це пов’язано з тим, що село було пусткою внаслідок татарських набігів. Наступний аналогічний реєстр 1565 року  показує, що селом володів Пйотр Бонк (Piotr Bąk), - від села платилось податку лише від половини плуга, а також зазначено, що село «noviter locatum», тобто по-новому засноване (чи заселене), що підтверджує його пустинність в попередні десятиліття.
Історик Микола Крикун вказує, що в Кам’янецьких земських книгах є згадки про село за 1584, 1590 роки в такому вигляді: «Derewiana alias Wysiolek Kniazki», тобто «Дерев’яне або Висілок Князький». Також село згадується в кількох податкових реєстрах другої половини XVII століття.
В період володіння Поділлям турками (1672-1699 роки) був проведений принаймні один перепис, з метою встановити податкоспроможність населення. Такий реєстр мав назву Дефтер, був укладений турками в 1681 році, та недавно опублікований польським істориком Даріушем Колодзєйчиком. Згідно джерел з цієї книги, село Дерев’яни (Derewyam) було заселене.
У XVIII столітті власниками села рахувалися: 1730-1750 рр. - Христофор Ржешовський; 1759 р.- пожиттєво - Розалія із Тичина; 1786-1791 роки - Франциско Марковський, ротмістр кавалерії народної. В 1868 році у Дерев’янах було три поміщики – Жебровський, Пашинський, Седельницький.

### ХХ століття
Внаслідок поразки визвольних змагань на початку XX століття, село надовго окуповане російсько-більшовицькими загарбниками.
Після початку радянської окупації був створений комітет бідноти, який займався конфіскацією поміщицьких земель, відбувалось розкуркулення, мешканці села зазнали репресій.
Примусова колективізація розпочалася в 1928 році. На території села було засновано 2 колгоспи та 1932 році вони об'єдналися.
У 1932-1933 роках село пережило Голодомор.
Під час Другої світової війни чимало селян постраждало від німецької окупації. Побіля села відбувалися сутички німецьких військ з партизанами. Навесні 1944 року село було зайняте радянськими військами. Після завершення війни у 1946—1947 роках мешканці села вчергове пережили голод.
У 1969 році колгосп перетворився на плодо-ягідний радгосп, за яким закріплено 1,6 тис. га. орної землі. Для приїжджих працівників побудували їдальню, гуртожиток, житлові будинки для молодих спеціалістів. 1986 року на в'їзді в село Дерев'яне було завершено будівництво тракторного стану, майстерні. Будівництво виробничих і соціальних об’єктів навіть перевищувало потреби.
З 24 серпня 1991 року Дерев'яне в складі незалежної України.
13 серпня 2015 року шляхом об'єднання Дерев'янської, Калачковецької, Китайгородської та Колодіївської сільських рад село увійшло до Китайгородської сільської громади. Об'єднання в громаду має створити умови для формування ефективної і відповідальної місцевої влади, яка зможе забезпечити комфортне та безпечне середовище для проживання людей.

## Населення
За переписом населення України 2001 року в селі мешкало 403 особи.
Згідно перепису 2015 року в селі проживало 370 осіб, населення села скоротилось на 8,19 % порівняно зі 2001 роком.

### Мова
У селі поширені західноподільська говірка та південноподільська говірка, що відносяться до подільського говору, який належить до південно-західного наріччя.
Розподіл населення за рідною мовою за даними перепису 2001 року:
| Мова       | Відсоток |
| ---------- | -------- |
| українська | 97,77 %  |
| російська  | 1,74 %   |
| білоруська | 0,25 %   |

## Об'єкти соціальної сфери
Є середня школа, клуб, медпункт, бібліотека, дитячий садок.

## Природа
Село лежить у межах національного природного парку «Подільські Товтри».
Ґрунтовий покрив. Переважаючим типом ґрунтів є ясно-сірі лісові. Проте в урочищі «Дубина» територію також займають чорноземи типові. Зараз ґрунтовий покрив на основній частині території деградований за рахунок розвитку яружно-балочної системи, традиційного обробітку ґрунтів без врахування крутизни схилів та недотриманні сівозмін.
Корисні копалини. Основними типами корисних копалин поширених на території сіл є будівельні матеріали, з яких основне місце посідають вапняки, піски, цегельно-черепичні глини та суглинки. Силурійські та неогенові вапняки використовуються для випалювання вапна, виробництва щебеню, облицювальних плиток, стінових блоків, фігурних виробів тощо. Перспективними залишаються поклади пісків, цегельно-черепичних глин та суглинків.
Підземні води. Підземні води території складають ґрунтові та власне підземні води. Перші знаходяться на незначних глибинах (до 4 м) і досить часто джерела і колодязі розміщені в їх межах пересихають. Власне підземні води залягають значно глибше і входять до неогенового, крейдового, силурійського та кембрійського водоносних комплексів. Води усіх водоносних горизонтів гідрокарбонатно-кальцієвого типу, задовільної якості.
Поверхневі води. В межах сіл розміщені ставки вододільного типу. Тривалий час ці водні об’єкти задовольняли потреби населення у рекреації, використовувався для водопою ВРХ і розглядався як резервне джерело водонабору при можливих потребах пожежогасіння. Унаслідок недбалого водогосподарювання орендаторів зараз вони знаходиться у дуже занедбаному стані. Зі ставків витікають струмки, які є притоками найбільших річок околиць сіл – Тернави та Студениці.
Типи рослинності. Лісова рослинність представлена переважно грудами. Поряд із грабом та дубом у лісах зростають клен, ясен, осика, береза, тощо. У структурі корінних лісів досить часто представлені насадження ялини та сосни (самосів останньої досить добре поширюється на необроблюваних землях). Поодиноко трапляється у лісових масивах реліктовий вид – берека. Підлісок представляють глід, кизил, бересклет, ліщина, калина-гордовина. У трав’яному покриві у весняний час масово з’являється ряст, улітку – барвінок, печіночниця, підмареник, та різні злаково-осокові асоціації. Прояви степової рослинності представленні лише на стінках долини Тернави та ділянках товтр, які виражені в околицях сіл. Схили долин річок вкривають переважно глід, терен, шипшина, алича, дика яблуня. Прируслові ділянки щільно зайняті різними видами верби. На решті території натуральна рослинність суттєво змінена господарською діяльність (розорювання, випас худоби, садівництво тощо).
Тваринний світ. Основним осередком концентрації зоорізноманіття є лісові масиви узлісся та річкові долини. З хижих досить часто трапляються лисиця, куниця, тхір, ласка тощо. В останні роки різко зростає кількість особин кабана дикого. Звичною для території є і сарна європейська (козуля). Активно територію заселяють зайці, їжаки, полівки, миші. Надзвичайно багатою за рахунок наявності різних екосистем є орніто-, герпето- та батрахофауна. Ліс, узлісся, сухі луки, заплава, терасові комплекси, річкові схили, сади, оброблювальні землі концентрують у собі близько 150 як звичайних для території так і рідкісних видів птахів, 7 видів – плазунів та 8 видів – земноводних.

### Ліоновичів камінь
Ліоновичів камінь — мальовнича вапнякова скеля, що височіє над долиною річки Тернава неподалік села Дерев’яне на Кам’янеччині. Це геологічний залишок Сарматського моря — вапняковий острівець, який зберігся з давніх геологічних часів. На його стінах і біля підніжжя можна знайти скам’янілі рештки давніх морських молюсків, які протягом багатьох років вимивалися водами річки. Скеля розташована серед мальовничої природи, де зростає, зокрема, конвалія травнева — білосніжна лісова квітка, занесена до Червоної книги України.
Назва «Ліоновичів камінь» походить від родини Ліоновичів, яка на початку XX століття оселилася поруч зі скелею. Після аграрної реформи селянам дозволили створювати хутори на рідних землях, і саме біля цього природного утворення з’явилося поселення родини Ліоновичів. Відтоді в народі камінь отримав відповідну назву.
Поблизу Ліоновичевого каменя розташоване ще одне цікаве природне утворення — скеля, яка за формою нагадує міфічного сфінкса. Витвір природи отримав назву «Дерев’яний сфінкс» і вважається своєрідною візитівкою цієї місцевості. Його образ, сформований під дією природних чинників, викликає асоціації з давніми скульптурами, хоча створений він не людськими руками, а самою природою.